# ニューヨーク・ペンリーグ
ニューヨーク・ペンリーグ（New York - Penn League）は、かつて存在したアメリカ合衆国のプロ野球リーグ。メジャーリーグベースボール（MLB）傘下マイナーリーグベースボール（MiLB）のショートシーズンA級であった。

## 歴史
1939年設立。三つの地区に分かれて試合を行う。シーズンは6月に開幕し9月上旬まで行われていた。
リーグ名の由来となったニューヨーク州とペンシルベニア州に加えて、メリーランド州、マサチューセッツ州、オハイオ州、バーモント州、ウェストバージニア州、コネチカット州にもチームが存在した。
2020年6月30日にCOVID-19の影響でシーズンが中止となった。同年11月、マイナーリーグの組織再編に伴い、大半のリーグ所属球団がMLB傘下球団としての地位を失ったため、リーグは崩壊した。

## リーグ構成球団
2020年のリーグ解散時の加盟チームは以下の通りである。
| 地区           | チーム                                                         | 提携先MLBチーム                | 本拠地                                                                                  | 2021年シーズン                      |
| -------------- | -------------------------------------------------------------- | ------------------------------ | --------------------------------------------------------------------------------------- | ----------------------------------- |
| マクマナラ地区 | アバディーン・アイアンバーズ Aberdeen IronBirds                | ボルチモア・オリオールズ       | メリーランド州アバディーン リプケン・スタジアム                                         | ハイAイースト                       |
| マクマナラ地区 | ブルックリン・サイクロンズ Brooklyn Cyclones                   | ニューヨーク・メッツ           | ニューヨーク州ブルックリン MCUパーク                                                    | ハイAイースト                       |
| マクマナラ地区 | ハドソンバレー・レネゲーズ Hudson Valley Renegades             | タンパベイ・レイズ             | ニューヨーク州ワッピンガーズフォールズ ダッチェス・スタジアム                           | ハイAイースト                       |
| マクマナラ地区 | スタテンアイランド・ヤンキース Staten Island Yankees           | ニューヨーク・ヤンキース       | ニューヨーク州スタテンアイランド リッチモンド・カウンティ・バンク・ボールパーク         | 解散                                |
| ピンクニー地区 | オーバーン・ダブルデイズ Auburn Doubledays                     | ワシントン・ナショナルズ       | ニューヨーク州オーバーン ファルコン・パーク                                             | パーフェクト・ゲーム大学野球リーグ  |
| ピンクニー地区 | バタビア・マックドッグズ Batavia Muckdogs                      | マイアミ・マーリンズ           | ニューヨーク州バタビア ドワイヤー・スタジアム                                           | パーフェクト・ゲーム大学野球リーグ  |
| ピンクニー地区 | マホーニングバレー・スクラッパーズ Mahoning Valley Scrappers   | クリーブランド・インディアンス | オハイオ州ナイルス イーストウッド・フィールド                                           | MLBドラフトリーグ（大学野球リーグ） |
| ピンクニー地区 | ステート・カレッジ・スパイクス State College Spikes            | セントルイス・カージナルス     | ペンシルベニア州ステートカレッジ メドラー・フィールド                                   | MLBドラフトリーグ（大学野球リーグ） |
| ピンクニー地区 | ウェストバージニア・ブラックベアーズ West Virginia Black Bears | ピッツバーグ・パイレーツ       | ウェストバージニア州モノンガリア郡モーガンタウン モノンガリア・カウンティ・ボールパーク | MLBドラフトリーグ（大学野球リーグ） |
| ピンクニー地区 | ウィリアムズポート・クロスカッターズ Williamsport Crosscutters | フィラデルフィア・フィリーズ   | ペンシルベニア州ウィリアムズポート バウマン・フィールド                                 | MLBドラフトリーグ（大学野球リーグ） |
| ステドラー地区 | ローウェル・スピナーズ Lowell Spinners                         | ボストン・レッドソックス       | マサチューセッツ州ローウェル エドワード・A・ルラシュール・パーク                        | 解散                                |
| ステドラー地区 | ノーウィッチ・シーユニコーンズ Norwich Sea Unicorns            | デトロイト・タイガース         | コネチカット州ノーウィッチ ドッド・スタジアム                                           | フューチャーズ大学野球リーグ        |
| ステドラー地区 | トリシティ・バレーキャッツ Tri-City ValleyCats                 | ヒューストン・アストロズ       | ニューヨーク州トロイ ジョセフ・L・ブルーノ・スタジアム                                  | フロンティアリーグ（独立リーグ）    |
| ステドラー地区 | バーモント・レイクモンスターズ Vermont Lake Monsters           | オークランド・アスレチックス   | バーモント州バーリントン センテニアル・フィールド                                       | フューチャーズ大学野球リーグ        |